# Salve-se Quem Puder - Rally da Juventude
Salve-se quem puder - Rally da juventude ou simplesmente Rally da Juventude é um filme de comédia brasileiro de 1972, dirigido por J.B.Tanko. Trilha musical de Zé Rodrix.

## Elenco
- Boddy II, O Calhambeque malandro
- Jaqueline, a Caranga Biruta
- Norma Sueli...Marieta
- Zeni Pereira...Geralda
- Jorge Cherques...Anibal
- Iracema de Alencar...Amália
- Lilian Fernandes...Liliana
- Wilson Grey...chefe dos bandidos
- Wilza Carla...esposa do prefeito
- Tião Macalé...ciclista
- Carlos Costa...prefeito
- Danton Jardim
- Carvalhinho...apresentador
- Fernando José
- Zezé Macedo...cliente
- Rafael de Carvalho...dono da horta
- Francisco Dantas
- Victor Zambito

- Apresentando:
  - Navarro Puppin...Fernando
  - Clarice Martins...Helena
  - Abel Faustino...Ricardo
  - Monique Lafond...Kátia
  - Carlos Pikado...Biriba
  - Lêda Zeppelin...Graça
  - Sidney Dore...Trico
  - Maria do Rocio...Tânia

- Participação especial:
  - Antônio Marcos...ele mesmo (apresenta a canção "Dados Biográficos")

## Sinopse
O milionário solteirão Aníbal resolve promover a competição "Rally da Juventude" que acaba causando uma discussão entre a sobrinha Helena e o namorado dela, Fernando. O motivo é que o rapaz e sua turma querem participar da competição sem a companhia das namoradas. Helena então resolve pedir ao tio que a deixe utilizar Boddy II, um calhambeque de corrida que parece ter vida própria e é muito malandro. Marieta, a eterna namorada de Aníbal também resolve competir, sob a promessa de que o milionário se casará com ela se disputasse o rally. Ela e a fiel e atrapalhada empregada Geralda vão pilotar Jaqueline, outro carro que também ganha vida própria. Enquanto a competição se desenvolve, um trio de bandidos planeja roubar o troféu oferecido por Aníbal aos vencedores: o "Garoto de Ouro", uma estatueta de ouro de cinco quilos.